# Personal Digital Assistant

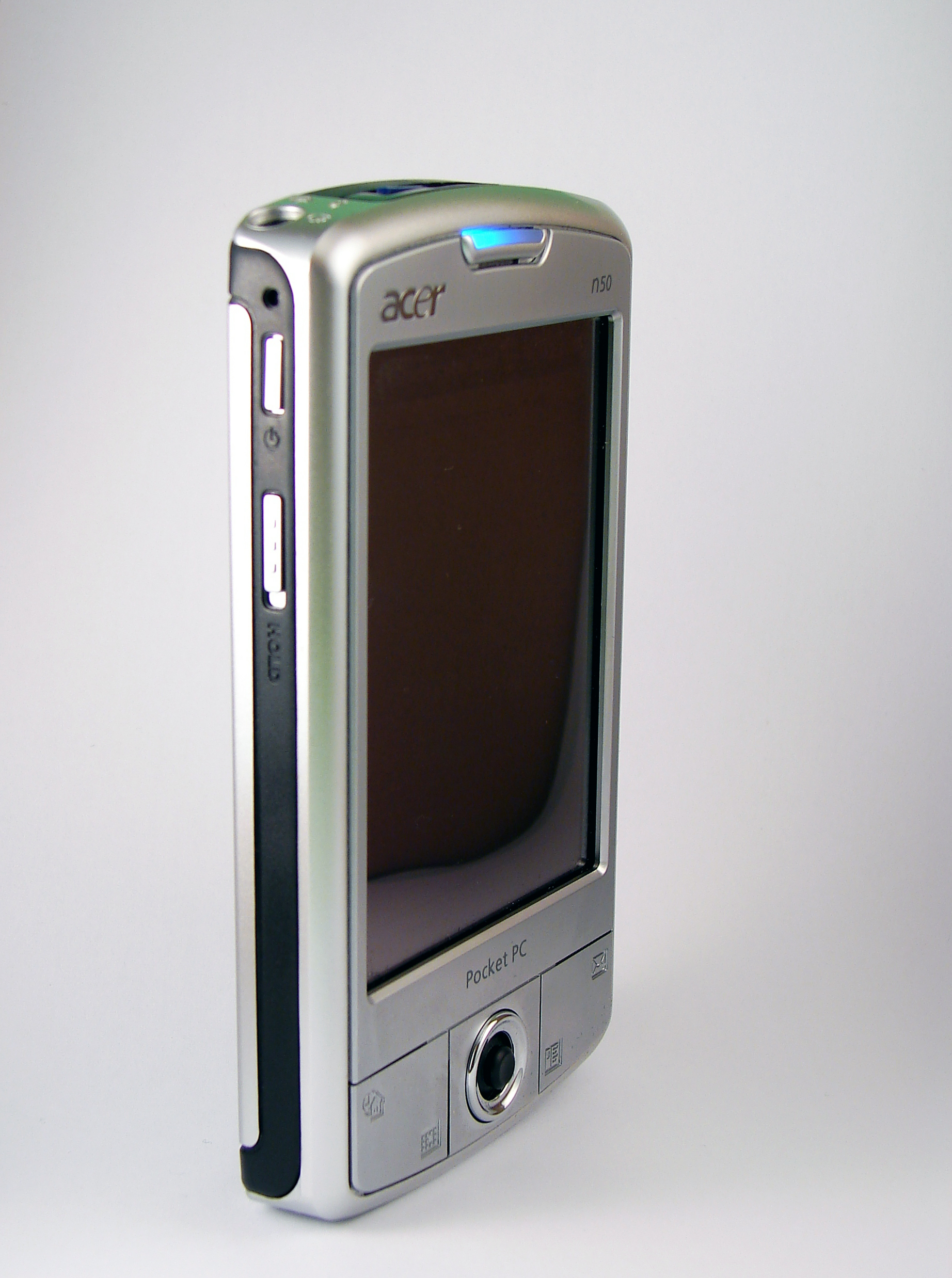
PDA Acer N50

PDA (personal digital assistant – osobní digitální pomocník) či palmtop je malý kapesní počítač, který bývá ovládán obvykle dotykovou obrazovkou a perem (tzv. stylusem). Původně měly PDA za cíl především pomoci s organizováním času a kontaktů. PDA jsou výkonná zařízení a zvládají i přehrávání videa a velké množství dalších aplikací, např. byly často používány pro čtení elektronických knih.V současné době jsou považovány za zastaralé, protože je v roli kapesního počítače z velké části nahradily chytré telefony a tablety.
Mezi nejčastěji používané operační systémy na PDA patří Windows Mobile, Palm OS a Symbian OS, ale také je možné nasadit na PDA Linux, například distribuci JLime.

## Hardware
Historické (2011) PDA obsahuje:
- barevný LCD displej či displej na bázi jiné technologie o rozlišení 320×240 (QVGA), 640×480 (VGA), 800×480 (WVGA), 854×480, 1024×480 případně o jiném rozlišení.
- procesor 800 MHz až 1,4 GHz s jedním až čtyřmi výpočetními jádry.
- paměť 256 – 1536 MB RAM – tato paměť je závislá na zdroji energie (při přerušení napájení jsou všechna data ztracena).
- paměť flash ROM – na rozdíl od RAM není závislá na zdroji napájení a proto je využívána jako „bezpečné úložiště“ dat (včetně OS).
- jeden slot pro microSD kartu, který umožňuje PDA přistupovat k datům na této kartě.
- slot na kartu SIM pokud daný model PDA obsahuje integrovaný modul GSM/GPRS – pokud jej obsahuje lze PDA provozovat i jako mobilní telefon nebo se připojit na internet bez dalších periferií.

## Stručná historie
Historie PDA se začala psát v roce 1993. Firma Apple na trh uvedla přístroj Newton, který byl popisovaný jako Personal Digital Assistant. Jeho funkce byly výhradně zaměřeny na osobní agendu. Když v roce 1996 firma Palm přišla na trh s přístrojem zvaným Palm Pilot, začal tržní pohyb kapesních počítačů. Koncem devadesátých let se objevili další výrobci, kteří začali licencovat systém. PDA se staly součástí výrobků všech velkých počítačových firem. Již od začátku bylo PDA orientováno na efektivní správu času svého majitele a tato funkce mu zůstává dodnes. I když dnes se spíše orientuje na uživatelskou přívětivost.

## Charakteristické rysy kapesního počítače
1. Základní charakteristické vlastnosti jsou: hmotnost se pohybuje v průměru mezi 90 a 150 gramy, rozměry mohou být velmi malé nebo velmi velké, ale nejsou tlustší než 1,3 cm. Má vlastní zdroj energie, baterii, někdy i solární článek. Díky tomu je vysoce mobilní, větší typy jsou někdy terčem kritiky – nemusí se vždy vejít do kapes u kalhot.
2. Je vybaven dotykovým displejem, který se ovládá prsty.
3. PDA někdy mají HW klávesnici – 21 až 50 kláves. Většinou jsou ale vybaveny pouze SW klávesnicí s podporou multitouch.
4. PDA je schopno komunikovat s okolím a to pomocí bezdrátových technologií.
5. Některé PDA se soustřeďují na synchronizaci s cloud-systémy.

## Příslušenství a doplňky

### Nabíječky
Kromě klasických cestovních nabíječek připojitelných k elektrické síti je možné pořídit nabíječku do auta nebo bateriovou nabíječku, která slouží k doplnění PDA, když není dostupná elektrická síť.

### Synchronizace – kabely a kolébky
Důležité je synchronizovat a proto mít u sebe synchronizační kabel nebo synchronizační kolébku, která není zrovna praktická. K synchronizaci je možné použít i Bluetooth nebo Wi-Fi. V dnešní době[kdy?] již ActiveSync, používaný k synchronizaci, nepodporuje synchronizování s PC přes WiFi. Ale při připojení k internetu pomocí Wi-Fi (nebo jakkoliv jinak) se dá synchronizovat se serverem.

### Klávesnice
PDA sice není vhodné pro psaní dlouhých textů, přesto na cestách dokáže do určité míry nahradit i notebook. Stačí mít externí klávesnici. Taková klávesnice je díky své konstrukci dobře skladná (je totiž skládací).
Druhou kategorii klávesnic představuje klávesnice nasunovací.

### Paměťové a rozšiřovací karty
PDA mají svoji ROM a RAM paměť. Každý kapesní počítač je vybaven tzv. slotem. Slot (rozhraní) pro rozšiřovací kartu je dnes standardní výbavou. Je to šachtička, do které se vkládají karty určitého formátu. Většina uživatelů je používá k rozšíření paměti. Dají se ukládat fotografie, velké dokumenty nebo hudba. Úžasnou výhodou je také přenositelnost do jiných zařízení (fotoaparáty, videokamery, televizory, projektory…).

### GPS přijímače
GPS je zkratka pro Global Positioning System. Navigační řešení PDA jsou stále populárnější. Některé PDA přístroje mají vestavěný GPS přijímač; k jiným je možno připojit přijímač externí, např. pomocí komunikace Bluetooth.